# Malia (vogel)
De malia (Malia grata) is een zangvogel uit de familie Locustellidae.

## Taxonomie
De vogel werd in 1880 in Leiden door Hermann Schlegel beschreven aan de hand van materiaal dat door Johannes Elias Teijsmann in 1877 op Celebes was verzameld. De Nederlandse naam van deze vogel is hetzelfde als de wetenschappelijke naam van het geslacht Malia, waarvan de soort de enige vertegenwoordiger is.

## Uiterlijke kenmerken
De malia is 25 tot 28 cm lang, De vogel lijkt op een babbelaar uit het geslacht Turdoides.  Hij is overwegend olijfgroen, de slagpennen meer olijfbruin gekleurd en veel geel in het verenkleed van de buik, borst en de kop. De snavel heeft een licht bruine tot roze kleur.

## Verspreiding en habitat
De malia is een endemische vogel op het Indonesische eiland Sulawesi. Het is een bewoner van montane bossen in de berggebieden van het eiland. Deze soort telt drie ondersoorten:
- M. g. recondita: noordelijk Sulawesi.
- M. g. stresemanni: centraal en zuidoostelijk Sulawesi.
- M. g. grata: zuidwestelijk Sulawesi.

## Beschermingsstatus
De grootte van de wereldpopulatie is niet gekwantificeerd. De vogel komt nog wijd verspreid voor en is plaatselijk algemeen. De populatie-aantallen nemen echter af door habitatverlies. Het leefgebied wordt ontbost en versnipperd. Echter, het tempo ligt onder de 30 procent in tien jaar (minder dan 3,5% per jaar). Om deze redenen staat de malia als niet bedreigd op de Rode Lijst van de IUCN.